# Седжмурское сражение
Седжмурcкое сражение (англ. Battle of Sedgemoor) — последнее и решающее сражение восстания Монмута. Произошло 6 июля 1685 в Вестонзойленде (англ. Westonzoyland) возле Бриджуотера в Сомерсете, Англия. Множество повстанцев были казнены, некоторые четвертованы, в то время как другие были проданы в рабство в Новый Свет.

## Ход событий
Это сражение между войсками английского короля Якова II и повстанцами Джеймса Скотта, герцога Монмута, пытавшегося захватить английский трон, стало итогом восстания Монмута. Яков II унаследовал трон после смерти своего брата Карла II 2 февраля 1685; Джеймс Скотт был внебрачным сыном Карла.
Прибывшие из Нидерландов сторонники Монмута высадились в Лайм-Реджис в Дорсете. Вскоре в Сомерсете и Дорсете произошло несколько стычек между ними и сторонниками короля. В конце концов плохо вооруженная армия Монмута была отброшена к Сомерсетским равнинам (англ. Somerset Levels) и окружена в Бриджуотере 3 июля. Монмут отдал приказ укрепить город. Его силы достигли 3500 человек и состояли в основном из нонконформистов, ремесленников и фермеров, вооруженных фитильными мушкетами и сельскохозяйственными орудиями (например, косами и вилами).
Королевские войска, возглавляемые Луисом де Дюрасом, 2-м графом Февершем и Джоном Черчиллем, 1-м герцогом Мальборо расположились лагерем за бюссекским рвом возле Вестензойлэнда.
В конце концов около 22:00 Монмут вывел свои войска из Бриджуотера, чтобы предпринять ночную атаку на королевскую армию, и двинулся в сторону Бодрипа. Со своей ограниченной кавалерией в авангарде он повернул на юг и подошёл к открытой пустоши, пересеченной несколькими райнами — глубокими и широкими дренажными каналами. При переправе через один из них произошла серьезная задержка, в ходе которой наступающие были замечены патрулем роялистов. Лорд Грей из Уорка повел повстанческую кавалерию вперед, но они были контратакованы Королевским конным полком, который предупредил остальные силы роялистов. Превосходная подготовка регулярной армии позволили им разгромить силы повстанцев, обойдя их с фланга.
Монмут сбежал с поля боя вместе с Греем, и они направились на южное побережье, переодевшись в крестьян, но были схвачены недалеко от Рингвуда, Гэмпшир. Монмута доставили в лондонский Тауэр, где после нескольких ударов топора обезглавили.

## Культурные отражения

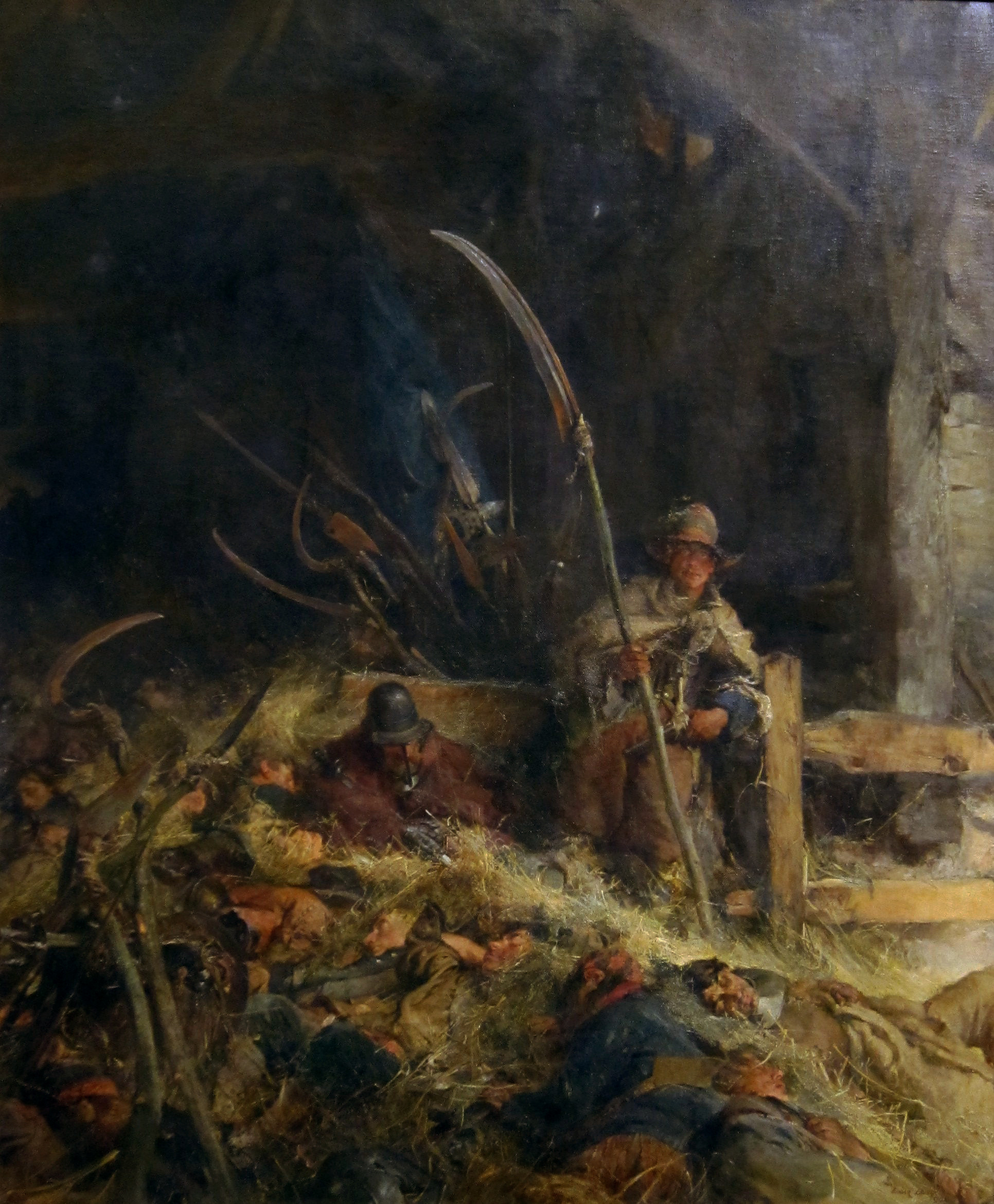
Эдгар Банди. «Утро Седжмура»

- В битве на стороне повстанцев принимал участие юный Даниэль Дефо, автор книг о приключениях Робинзона Крузо.
- Описывается в историческом романе Ричарда Додриджа Блэкмора «Лорна Дун» (1869).
- Артур Конан-Дойль в подробностях описывает битву в романе «Приключения Михея Кларка» (1889).
- C этой битвы начинается история приключений капитана Блада — героя книги Рафаэля Сабатини «Одиссея капитана Блада» (1922). В частности, один из его офицеров — Волверстон — в этой битве потерял свой глаз.
- Битва нашла отражение в творчестве британских художников исторического жанра, в частности, картине Эдгара Банди «Утро Седжмура» (1905)